# Jamaican International 2015
Die Jamaican International 2015 im Badminton fanden vom 19. bis zum 22. März 2015 in Kingston statt.

## Sieger und Platzierte
| Disziplin    | Gold                           | Silber                         | Bronze                              |
| ------------ | ------------------------------ | ------------------------------ | ----------------------------------- |
| Herreneinzel | Martin Giuffre                 | Emre Vural                     | Marius Myhre                        |
| Herreneinzel | Martin Giuffre                 | Emre Vural                     | Howard Shu                          |
| Dameneinzel  | Ebru Tunalı                    | Zuzana Pavelková               | Kristīne Šefere                     |
| Dameneinzel  | Ebru Tunalı                    | Zuzana Pavelková               | Ebru Yazgan                         |
| Herrendoppel | Jonathan Solís Rodolfo Ramírez | Emre Vural Sinan Zorlu         | Dakeil Thorpe Mitchel Wongsodikromo |
| Herrendoppel | Jonathan Solís Rodolfo Ramírez | Emre Vural Sinan Zorlu         | Tremar Barham Shane Wilson          |
| Damendoppel  | Cemre Fere Ebru Tunalı         | Neslihan Kılıç Ebru Yazgan     | Crystal Leefmans Sabrina Scott      |
| Damendoppel  | Cemre Fere Ebru Tunalı         | Neslihan Kılıç Ebru Yazgan     | Ieva Pope Kristīne Šefere           |
| Mixed        | Ramazan Öztürk Neslihan Kılıç  | Jonathan Solís Nikte Sotomayor | Dennis Coke Mikaylia Haldane        |
| Mixed        | Ramazan Öztürk Neslihan Kılıç  | Jonathan Solís Nikte Sotomayor | Willroy Miles Katherine Wynter      |